# 北海道江差高等学校
北海道江差高等学校（ほっかいどうえさしこうとうがっこう、英: Hokkaido Esashi High School）は、北海道檜山郡江差町に位置する道立高等学校。

## 概要
1930年に開校した江差高女を前身とする。1982年に商業科・工業科・定時制普通科を江差南高校に分離したが、生徒数の減少に伴い2004年に同校を統合、同時に単位制高校に改組された。4学級編成でD組には特進クラスが設置されている。朝・放課後・土曜の講習が行われており、生徒は進路実現の為に熱心に取り組んでいる。江差町・上ノ国町・厚沢部町・乙部町を擁する檜山地域南部から多くの生徒が通学している。

## 沿革
- 1949年 - 北海道立江差女子高等学校と北海道立江差高等学校の統合により北海道立江差高等学校（男女共学）として発足、熊石分校と乙部分校を設置（乙部分校は後に乙部高等学校として独立したが1982年閉校）。
- 1950年 - 北海道江差高等学校と改称。
- 1952年 - 熊石分校が北海道熊石高等学校として独立。
- 1975年 - 奥尻分校を設置。
- 1977年 - 奥尻分校が北海道奥尻高等学校として独立。
- 1982年 - 全日制商業科・工業科および定時制普通科が北海道江差南高等学校として分離独立、北海道厚沢部高等学校の生徒を編入、校舎改築落成。
- 2004年 - 北海道江差南高等学校との統合により普通科単位制の高等学校として発足。

### 旧北海道立江差高等女学校
- 1930年 - 江差実科女学校として開校。
- 1933年 - 江差実科高等女学校と改称。
- 1937年 - 北海道江差高等女学校と改称。
- 1938年 - 庁立移管、北海道庁立江差高等女学校と改称。
- 1948年 - 北海道立江差女子高等学校と改称。
- 1949年 - 北海道立江差高等学校と統合。

### 旧北海道立江差高等学校
- 1943年 - 北海道江差中学校として設立。
- 1948年 - 北海道立江差高等学校と改称。
- 1949年 - 北海道立江差女子高等学校と統合。

## 校歌
- 『北海道江差高等学校校歌』作詞:風巻景次郎、作曲:高木東六

## 出身者
- 小中英之（歌人）